# Leopoldruimte
De Leopoldruimte is het geheel van de gebouwen in de Leopoldwijk in Brussel die onderdak bieden aan het Europees Parlement, de wetgevende kamer van de Europese Unie. De locatie ligt tussen het Leopoldpark en het Luxemburgplein en wordt doormidden gesneden door de Wiertzstraat.
De totale kantooroppervlakte bedraagt 398.200 m2 en biedt plaats aan 3200 kantoren, 87 vergaderzalen en 50 tolkencabines en de grote parlementaire vergaderzaal.
De Leopoldruimte is niet de officiële zetel van het Parlement. Die rol is voorbehouden aan het Louise Weissgebouw in Straatsburg, maar aangezien de meeste andere instellingen van de Europese Unie in Brussel gevestigd zijn, heeft het Parlement hier een tweede hoofdplaats. Hoewel het Parlement zijn hoofdkwartier dus officieel in Straatsburg moet houden, gebeurt het meeste parlementaire werk tegenwoordig in Brussel. Die stad staat daardoor in de internationale media dan ook bekend als de de facto hoofdstad van de Europese Unie.

## Geschiedenis

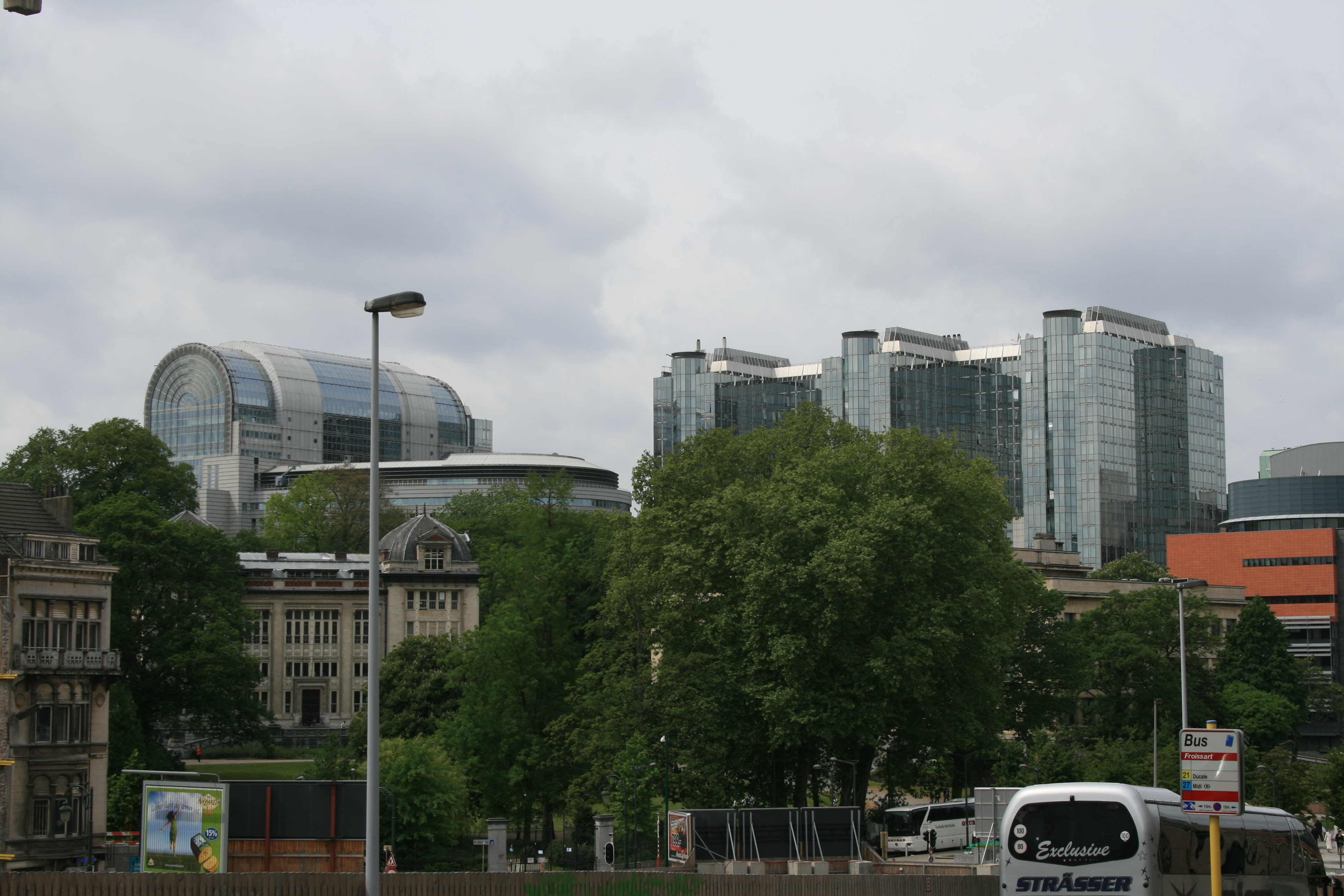
Zicht op de Europese Parlementsgebouwen

Op de Europese Raad van Edinburgh in december 1992 werd door de Europese staatshoofden beslist dat de officiële zetel van het Parlement naar Straatsburg, in Frankrijk, zou gaan. Die afspraak werd in 1997 bevestigd in het Verdrag van Amsterdam, dat specificeerde dat in Straatsburg (in het Louise Weissgebouw) jaarlijks 12 voltallige vergaderingen, waaronder de begrotingszitting, moesten worden belegd. De andere voltallige vergaderingen vinden nu in Brussel plaats. Daarom werd er in de twee steden een volledige infrastructuur uitgebouwd. In Brussel werd een internationaal congrescentrum gebouwd (het huidige Paul-Henri Spaakgebouw) door een in het jaar 1987 opgezette samenwerking tussen de Generale Maatschappij en BACOB. De bouw van het nieuwe project begon in 1989 en gebeurde op de plaats van een oude brouwerij en rangeerstation. Het station Brussel-Luxemburg werd overdekt om een voetgangerszone te kunnen aanleggen.
De beleidsondersteunende afdelingen, interparlementaire afvaardigingen en de politieke groeperingen houden heden ten dage hun samenkomsten in dit gebouwencomplex. Bijgevolg zijn ook hun secretariaten en hoofdkwartieren meestal in Brussel gevestigd. Omdat de commissies van het Parlement politieke controle uitoefenen over de Raad van Ministers en de Europese Commissie, die beide in Brussel hun hoofdkwartier hebben, komen ook de commissies daar bijeen. Het Secretariaat van het Parlement en diens diensten zijn evenwel in Luxemburg gevestigd.
Sinds de gebouwen Willy Brandt (D4) en József Antall (D5) voltooid zijn, wordt het gebouwencomplex geacht genoeg plaats te bieden aan het Parlement voor de komende tien tot vijftien jaar. Er staan dan ook geen nieuwe projecten op stapel. Drie vierde van het parlementaire werk vindt tegenwoordig plaats in de Leopoldruimte in plaats van in Straatsburg.

## Het Paul-Henri Spaakgebouw
Het Paul-Henri Spaakgebouw (PHS) bevat de plenaire kamer, de persruimte en de kantoren van de parlementsvoorzitter en het senior-parlementspersoneel. Het werd genoemd naar de eerste parlementsvoorzitter, de Belg Paul-Henri Spaak. Het gebouw vormt een inham in het Leopoldpark. Door zijn opvallende halfkoepel in glas —een herinnering aan het afgebrande Crystal Palace in Londen— kreeg het zijn bijnaam "Caprice des Dieux" (bevlieging der goden), naar de gelijknamige kaassoort (het doosje daarvan heeft dezelfde vorm als het grondplan). De bouw begon in 1988 met de plenaire kamer, daarna de noordervleugel in 1989 en later de zuidervleugel in 1992. Met het oog op de grote uitbreiding van de Europese Unie in 2004 werd de plenaire kamer uitgebreid gerenoveerd in 2003 om meer zitjes en tolkcabines te creëren.

### Het halfrond

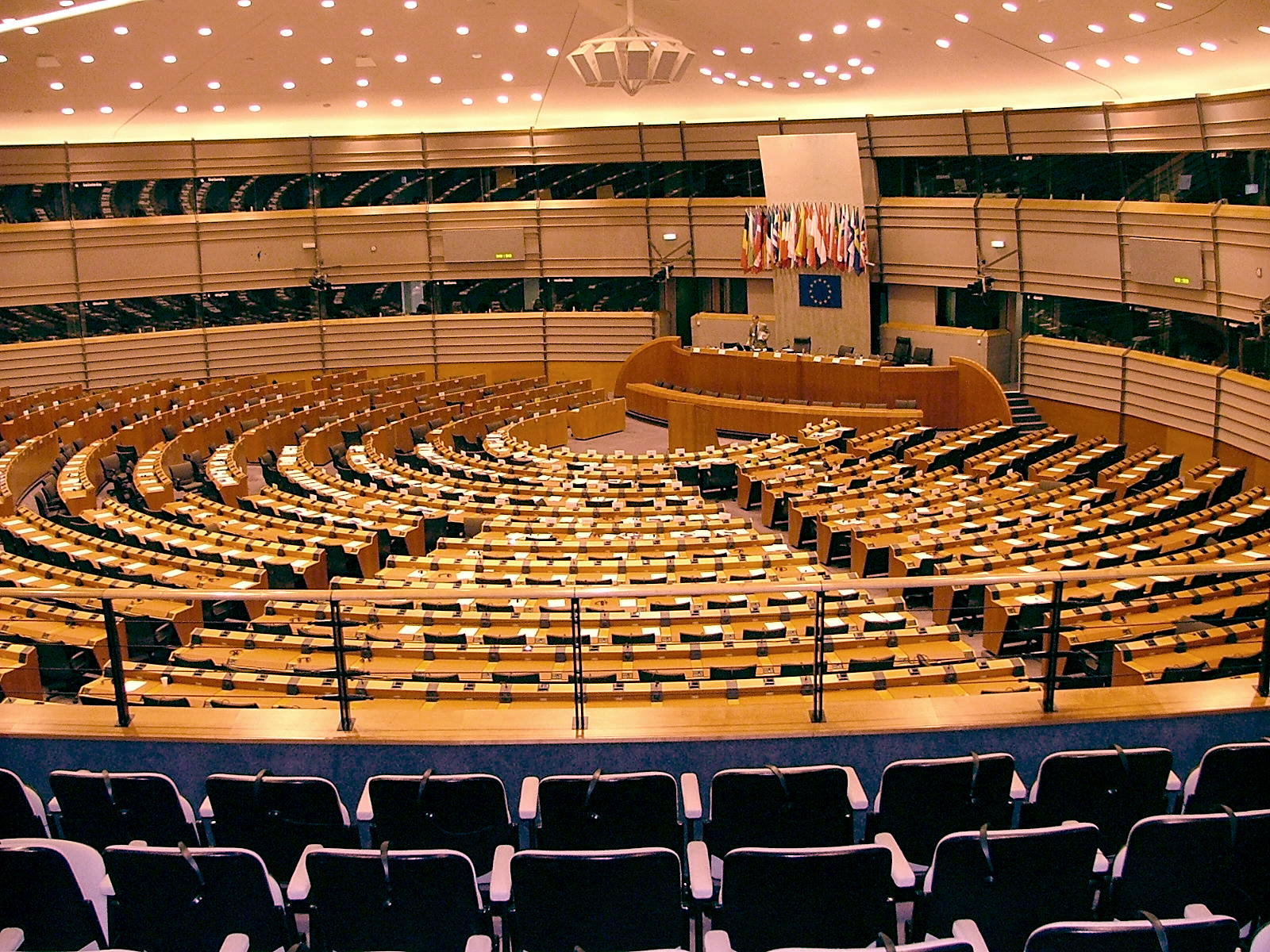
Het Europees halfrond met tolkcabines

De parlementsleden nemen in het parlement plaats volgens hun politieke groepering, gerangschikt van links naar rechts, met enkele kleinere groepen meer naar de buitenring van de zaal. Alle bureaus zijn uitgerust met microfoons, hoofdtelefoons voor vertolking en elektronisch stemmateriaal. De fractieleiders zitten vooraan in het midden, met in het midden een podium voor gastsprekers. De andere helft van de ronde kamer wordt voornamelijk ingenomen door de parlementsvoorzitter en het personeel. Achter hen hangt een Europese vlag met daarboven de nationale vlaggen.
Achter hen en aan de zijkant van de kamer bevinden zich de tolkcabines, terwijl de publieke tribunes zich aan de achterzijde bevinden. De banken aan de uiteinden van de zaal worden ingenomen door de Raad aan de linkerkant, en de Commissie aan de rechterkant. In tegenstelling tot in Straatsburg heeft de kamer in Brussel een houten design.

## Het Altiero Spinelligebouw
In het Altiero Spinelligebouw (ASP) bevinden zich de kantoren van de parlementsleden en de beleidsondersteunende afdelingen. Er zijn ook winkels, bankfilialen, restaurants, een cafetaria, een bar en sportfaciliteiten. Het werd genoemd naar de Italiaanse politicus Altiero Spinelli, die wordt beschouwd als een van de grondleggers van de Europese Unie.
De bouw begon in 1991 en werd afgewerkt in 1997. Op het gebouw staan vijf hoge torens met elk meer dan 17 verdiepingen. Het gebouw staat aan de westkant van Paul-Henri Spaak en is ermee verbonden via de bovenste verdiepingen. Aan de westkant van het gebouw staan de nieuwe D4- en D5-gebouwen, waarmee het is verbonden via een glazen overdekte brug. Ten noorden ligt het Bertha von Suttnergebouw.

## Het Brandt- en Antall-gebouw
De voorlopig laatste fase van uitbreiding van de Leopoldruimte was de uitbreiding tot aan de Trierstraat en het Luxemburgplein. Deze gebouwen zijn het Willy Brandtgebouw (voorheen D4) en het József Antallgebouw (voorheen D5). Ze zijn verbonden met het Spinelli-gebouw door een ronde glazen wandelbrug, de Konrad Adenauer-brug genoemd.
Tussen de Brandt- en Antallgebouwen staat het voormalige gebouw van het station Brussel-Luxemburg, voorheen het Leopoldstation genoemd. Het werd omgebouwd tot een publiek informatiecentrum en tentoonstellingszaal. De eerste exhibitie ging over de geschiedenis van de EU-gebouwen in Brussel, en liep tijdens de zomer van 2007.
Het Brandtgebouw werd in juli 2007 betrokken door het Directoraat-Generaal voor Externe Betrekkingen van de Europese Commissie (DG RELEX) en extreemrechtse of eurosceptische parlementsleden. Naast nieuwe persfaciliteiten biedt het Brandtgebouw plaats aan 375 kantoren, naast de 5 conferentiezalen (met 25 tolkcabines) in het Antallgebouw.
Het nieuwe gebouwencomplex bevat op de begane grond ook een bezoekerscentrum - het Parlementarium - dat in oktober 2011 geopend is. Met 6000m2 is het het grootste parlementair bezoekerscentrum ter wereld, geïnspireerd door Zweedse en Deense voorbeelden. Er is een modern en eigentijds rollenspel ontwikkeld om de bezoekers in de schoenen te kunnen laten treden van een parlementslid. Het oude bezoekerscentrum werd geopend in de jaren 1990 en is nu te klein voor de toeristenstroom. In het nieuwe centrum zijn ook een cafetaria, een winkel, een kinderruimte en een resource area, met gegevensbanken en gedetailleerde informatie, te vinden. Er loopt een permanente tentoonstelling over het Parlement en Europa.

### Namen

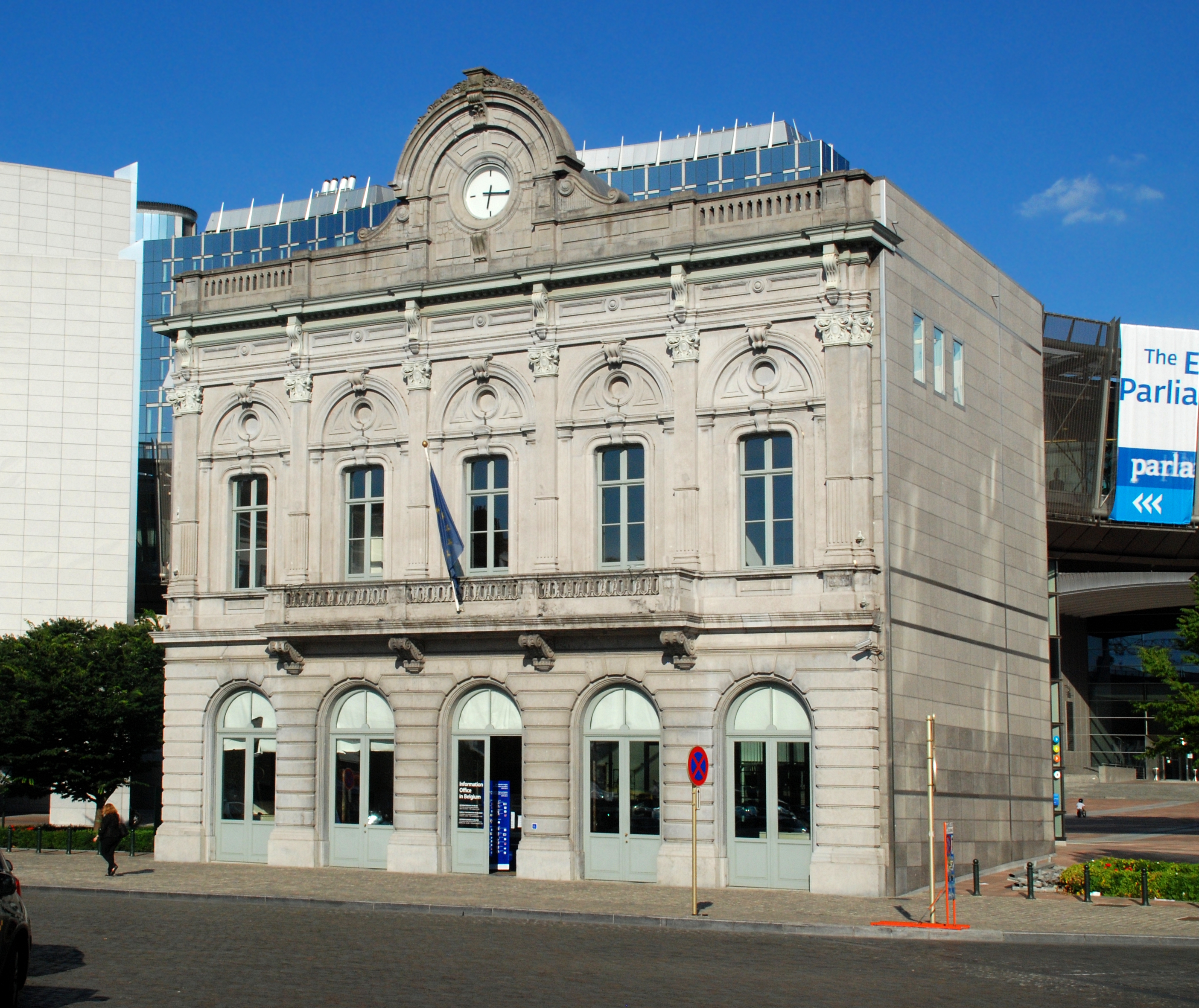
Voormalige ingang van het station Brussel-Luxemburg

Na de dood van Johannes Paulus II probeerden Poolse parlementsleden de nieuwe gebouwen zijn naam te geven. Dit werd echter tegengewerkt door de socialisten en de groenen, die iemand die iets bijgedragen had tot de Europese eenmaking verkozen, en het seculiere karakter van het Parlement wilden bewaren. Toen de gebouwen in september 2007 bijna afgewerkt waren, laaide de discussie weer op. Er gingen geruchten dat het ene gebouw naar een man en het andere naar een vrouw vernoemd zou worden. Enkele parlementsleden verklaarden iemand te willen van een kleinere politieke groep, aangezien de andere gebouwen naar leden van grote politieke stromingen waren genoemd.
Een peiling onder de parlementsleden droeg enkele suggesties aan, waaronder Václav Havel, Nelson Mandela, Olof Palme, Margaret Thatcher en Jan Palach. Een satirisch voorstel bestond erin de twee gebouwen de Kaczyński-torens te noemen, naar de Poolse broers Lech en Jarosław Kaczyński, de eerste huidig president en de laatste voormalig eerste minister van Polen. Hun relatie met Brussel ging immers niet over rozen.
In januari 2008 viel de definitieve beslissing. De gebouwen werden vernoemd naar Willy Brandt, Duits bondskanselier van 1969 tot 1974, en József Antall, de eerste democratisch verkozen eerste minister van Hongarije. De brug, die de twee nieuwe gebouwen met het oudere Spinelli-gebouw verbindt, werd genoemd naar Konrad Adenauer, Duits bondskanselier van 1949 tot 1963. De perskamer van het parlement werd genoemd naar de vermoorde Russische journaliste Anna Politkovskaja. De esplanade werd vernoemd naar de vakbond Solidarność, het centrale plein (agora) erop naar Simone Veil. De verbinding tussen Spinelligebouw en Spaakgebouw werd vernoemd naar Konstantinos Karamanlis.

## Andere gebouwen
Atrium I werd voltooid in 2000 en herbergt het Secretariaat van het Europees Parlement voor Intern Beleid en de secretariaten van enkele politieke groepen. Atrium II werd voltooid in 2004 en heeft meer kantoren; in 2019 werd het omgedoopt tot Stefan Zweiggebouw. Ook wordt er inmiddels een pand betrokken aan het Meeusplein. In 2016 werd het Wilfried Martensgebouw aan de Belliardstraat opgeleverd.
Het Remard-gebouw werd gehuurd in maart 2004 voor een periode van negen jaar, met opzegmogelijkheid na 6 jaar, voor een jaarlijkse huurprijs van €1.387.205. Enkele andere gebouwen worden gehuurd aan de Montoyerstraat. 'MOY72' huisvest alle Secretariaten van het EP voor Informatie en 'MTY 70' en 'MOY 63' overige ondersteunende diensten.

## Voormalige parlementsgebouwen
De volledige Brusselse afdeling van het Europees Parlement zat vroeger in het Belliardgebouw. Dit gebouw heet tegenwoordig het Jacques Delorsgebouw (RMD), naar de voormalige Franse minister Jacques Delors. In dit gebouw zijn nu, samen met het Bertha von Suttner-gebouw dat deel uitmaakt van de Leopoldruimte, het Europees Economisch en Sociaal Comité en het Comité van de Regio's gevestigd.